# Restitution des biens culturels du Bénin par la France
Pour un article plus général, voir Objets et biens culturels emportés d'Afrique.
La restitution des biens culturels du Bénin par la France est un processus démarré par la demande officielle effectuée en juillet 2016 par le président béninois Patrice Talon au sujet des biens saisis au Bénin lors du sac effectué par les soldats français à Abomey en 1892.
Initialement refusée par le gouvernement français sous la présidence de François Hollande, la demande est acceptée sous la présidence d'Emmanuel Macron sous la forme d'une loi qui reste limitée à 26 œuvres — ce que conteste le gouvernement béninois. Dans ce contexte, le Bénin aménage un musée pour accueillir ces 26 œuvres, qui lui sont restituées le 10 novembre 2021.

## Contexte
La France entame la colonisation de l'Afrique subsaharienne dans les années 1880-1890, en même temps que d'autres puissances européennes comme l'Allemagne et la Belgique.
Le royaume du Dahomey (actuel Bénin) est d'abord placé sous protectorat en 1882, avant qu'une seconde guerre n'éclate entre 1892 et 1894. Les troupes françaises sont menées par le colonel Alfred Dodds, tandis que les Dahoméens sont sous l'autorité du roi d'alors, Béhanzin. Dodds et son armée pillent les trésors du palais royal, lors du sac de la capitale Abomey en 1892. Ce sont ces derniers qui sont réclamés par les autorités béninoises actuelles.
Historiquement, en France, l’acquisition, les « modes d’appropriations » du patrimoine culturel africain sont très variés. L’importation des objets en France et leur exposition par les musées « s’échelonnent sur une période relativement longue, du dernier tiers du XIXe siècle à la seconde moitié du XXe siècle. » Les objets exposés au musée du Quai Branly - Jacques-Chirac « sont entrés au sein des collections nationales dans le cadre de dons ou dations s’échelonnant de la fin du XIXe siècle à l’année 2003. »
Dans le cadre de la déclaration du président Emmanuel Macron de vouloir « restituer le patrimoine africain à l’Afrique » (discours de Ouagadougou, 2017), Felwine Sarr et Bénédicte Savoy, auteurs du « Rapport sur la restitution du patrimoine culturel africain : vers une nouvelle éthique relationnelle » en 2018, affirment que cela « exige une connaissance précise des collections africaines conservées en France (où sont-elles et que sont-elles ?) ; une clarté totale sur les contextes historiques et scientifiques à la faveur desquels les objets sont arrivés dans les collections qui les conservent aujourd’hui. »

## Processus de restitution

### Déroulement du processus
- Le 27 juillet 2016, le président béninois Patrice Talon fait une demande officielle de restitution des biens culturels pillés sur le territoire du Bénin et des œuvres d’art emportées lors de la conquête coloniale à la fin du XIXe siècle[6],[7],[8].
- Le président François Hollande rejette la demande faite par le Bénin de restitution des biens culturels[9], la demande étant écartée, le 12 décembre 2016, par Jean-Marc Ayrault, ministre français des Affaires étrangères, au nom du principe d'inaliénabilité des collections nationales[7],[10],[11],[12],[13].
- Le 28 novembre 2017 à l’université de Ouagadougou, au Burkina Faso, devant 800 étudiants, le président Emmanuel Macron présente « les axes de la relation qu’il souhaite entretenir avec "un continent où se joue une partie de notre avenir commun"[14] » (discours de Ouagadougou[15]). Concernant la culture, il affirme que « le patrimoine africain doit pouvoir être exposé en Afrique. » Précisant que cela suppose un gros travail et la mise en place de nombreux partenariats avec diverses structures (scientifiques, muséographiques), il estime que cinq années sont nécessaires pour permettre « une restitution temporaire ou définitive du patrimoine africain en Afrique »[b].
- Emmanuel Macron commande un rapport à Bénédicte Savoy et Felwine Sarr[16] pour inventorier le patrimoine africain conservé en France et propose d'amender la législation sur l’inaliénabilité du patrimoine muséal.
- Le 1er juin 2018, Patrice Talon est l’invité d’honneur de la Conférence internationale des biens culturels et du patrimoine en partage à l'UNESCO et y prononce un discours[17].
- Après la remise du rapport Sarr-Savoy en novembre 2018[c], de nombreuses voix se lèvent en critique ou en soutien du rapport (Jean-Jacques Aillagon, Stéphane Martin, Yves-Bernard Debie, Didier Rykner ou Tristram Hunt)[18],[19],[20].
- Emmanuel Macron annonce vouloir restituer « sans tarder » 26 œuvres saisies par l’Armée française en 1892, disponibles en France, et réclamées par le Bénin[10].
- Après des premiers signes d’avancées en juillet 2020 et l’examen par le gouvernement du « premier projet de loi permettant le transfert d’œuvres culturelles vers leur pays d'origine[21] », l'Assemblée nationale, à la demande de la ministre de la Culture Roselyne Bachelot, vote la restitution des pièces le 17 décembre 2020[22],[23],[24].
- La loi no 2020-1673 du 24 décembre 2020 relative à la restitution de biens culturels à la République du Bénin et à la République du Sénégal est publiée au Journal officiel le 26 décembre 2020[25],[26],[27].
- Le 24 mars 2021 débute la préparation technique du transfert des œuvres lors d'un déplacement au Bénin d'Emmanuel Kasarhérou, le président d'alors du musée du Quai Branly, du 24 au 28 mars 2021[28].
- Le 9 novembre 2021, le président du Bénin Patrice Talon se rend à l'Élysée pour signer avec Emmanuel Macron l'accord de restitution des 26 biens culturels à la République du Bénin.
- Le 10 novembre 2021, les 26 trésors arrivent au Bénin. Une cérémonie officielle de réception est organisée dans les jardins du palais de la Marina à Cotonou, durant laquelle le président Patrice Talon prononce un discours sur l'importance symbolique et historique de cette restitution[29].
- En attendant que le musée de l’épopée des Amazones et des rois du Danhomè soit achevé à Abomey, les œuvres sont exposées de mi-2022 à 2025 dans la maison du Gouverneur et au fort portugais de la ville de Ouidah.

### Situation en 2023-2025
Les 26 objets du trésor béninois restitués ont séjourné au palais de la Marina du 19 février au 22 mai 2022, à l'occasion de l'exposition temporaire « Art du Bénin d'hier à aujourd'hui ». Ils accompagnent 106 œuvres réalisées par 34 artistes béninois contemporains. Cette exposition a pour but de retracer l'histoire de l'art au Bénin.
À terme, les œuvres rejoindront le futur musée de l'épopée des Amazones et des rois du Danhomè, le processus de restitution étant conditionné par la France à la réalisation d'un musée par la partie béninoise.
Les travaux du MuRAD, débutés en 2023, devraient se terminer en décembre 2025..

## Les œuvres concernées
Il existe un désaccord entre les deux pays sur le nombre et les objets qui ont été pillés au Bénin par Alfred Dodds et plus largement par les soldats du corps expéditionnaire français. Le gouvernement béninois, à travers Alain Gonodou, directeur de l'Agence nationale béninoise de promotion des patrimoines et de développement du tourisme, a exprimé que la liste des 26 œuvres retenue par le grand public a été établie unilatéralement par la France et sans concertation avec les instances béninoises,,.

### Le trésor de Béhanzin
Il s'agit de 26 œuvres dont la statue anthropomorphe du roi Ghézo, la porte du palais royal d'Abomey, la statue anthropomorphe du roi Béhanzin et de plusieurs autres œuvres,,,, toutes conservées dans le musée du Quai Branly-Jacques Chirac en France. Ces objets ont été pillés lors de la prise de la capitale du royaume du Dahomey par les troupes françaises dirigées par Alfred Dodds.
En fait, il n'y a pas 26 objets historiques de la cour de Dahomey volés par les troupes françaises, mais au moins 27 comme l'a rappelé très vite Marie-Cécile Zinsou, la présidente de la fondation Zinsou, association béninoise consacrée à l’art contemporain : « Au départ, je ne comprenais pas pourquoi Emmanuel Macron parlait de rendre vingt-six œuvres, car je savais que vingt-sept pièces avaient été rapportées en France par Dodds. Mais alors, où se trouvait celle sur laquelle tout le monde faisait l’impasse ? ». Marie-Cécile Zinsou fait part de ses interrogations auprès d'un journaliste de la RFi, Pierre Firtion,  le jour du retour de ces biens du trésor royal du Bénin à Cotonou. Ce journaliste, intrigué, mène une enquête. Ses investigations confirment l'existence de ce 27e objet, inscrit dans les inventaires en ligne du Musée du quai Branly, où étaient exposés les trésors royaux avant leur restitution, mais y figure comme étant en « échange sortant » avec le Kulttuurien museo (« musée des cultures »), un département du Musée national de Finlande. Il avait été prêté à l'institution finlandaise bien des années auparavant, en 1939, par Boris Vildé, à l'époque conservateur au Musée de l'Homme. Il s'agit  d’un kataklè, un tabouret en bois à trois pieds qui servait de trône d’intronisation pour les princes d’Abomey. Oublié, il figure toujours, après vérification, dans les réserves du Kulttuurien museo, en Finlande, et à ce titre n'a pas pu faire partie de l'opération de restitution. le sujet de la restitution de ce kataklè fait l'objet de discussion de la par de la diplomatie béninoise avec le ministère finlandais des affaires étrangères. En mai 2025 la ministre finlandaise de la culture Mari-Leena Talvitie remet lors d'une cérémonie de restitution qui se tenait à Cotonou le 27e trésor du Royaume du Dahomey à son homologue Jean-Michel Abimbola.

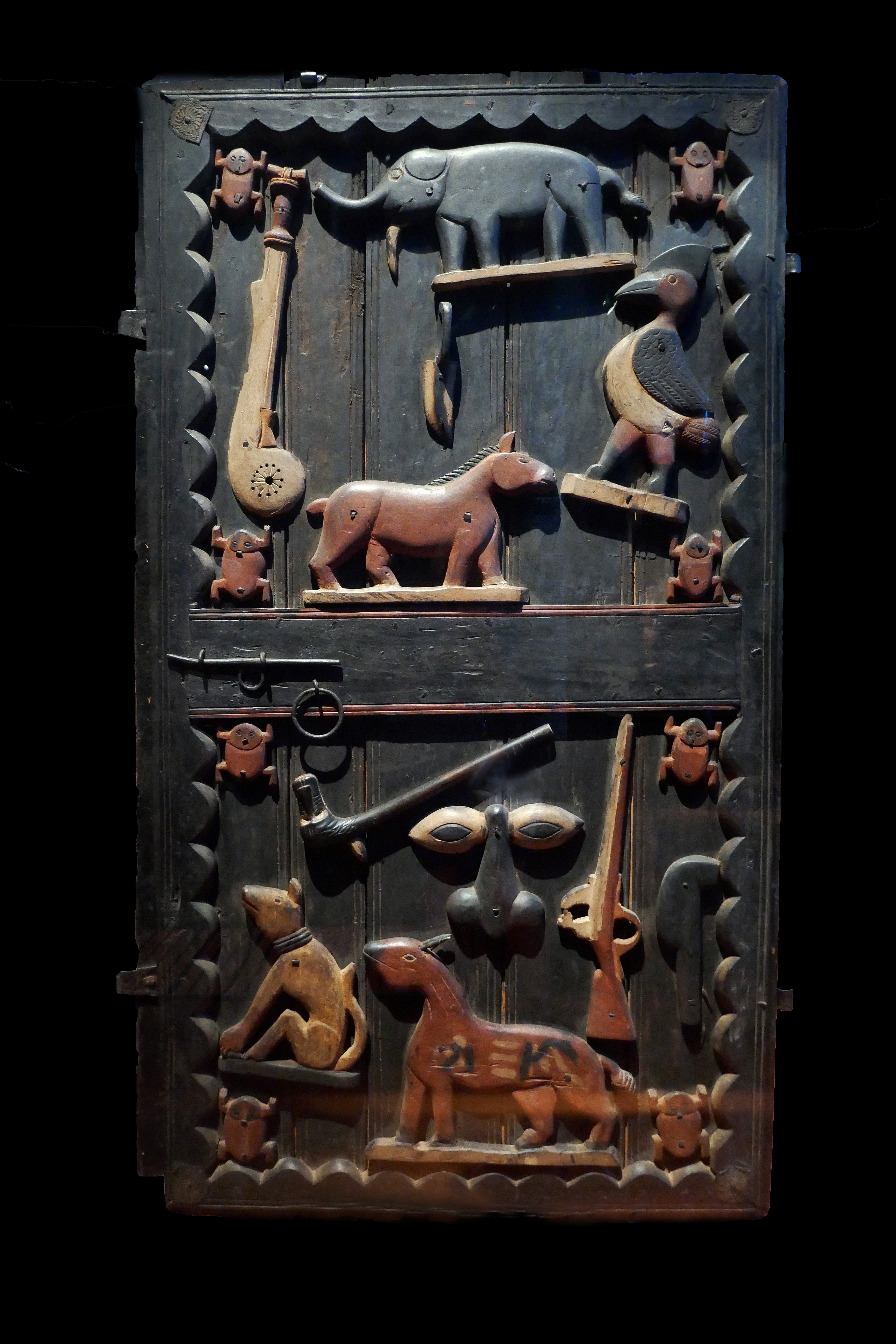
Une des portes du palais royal d'Abomey.
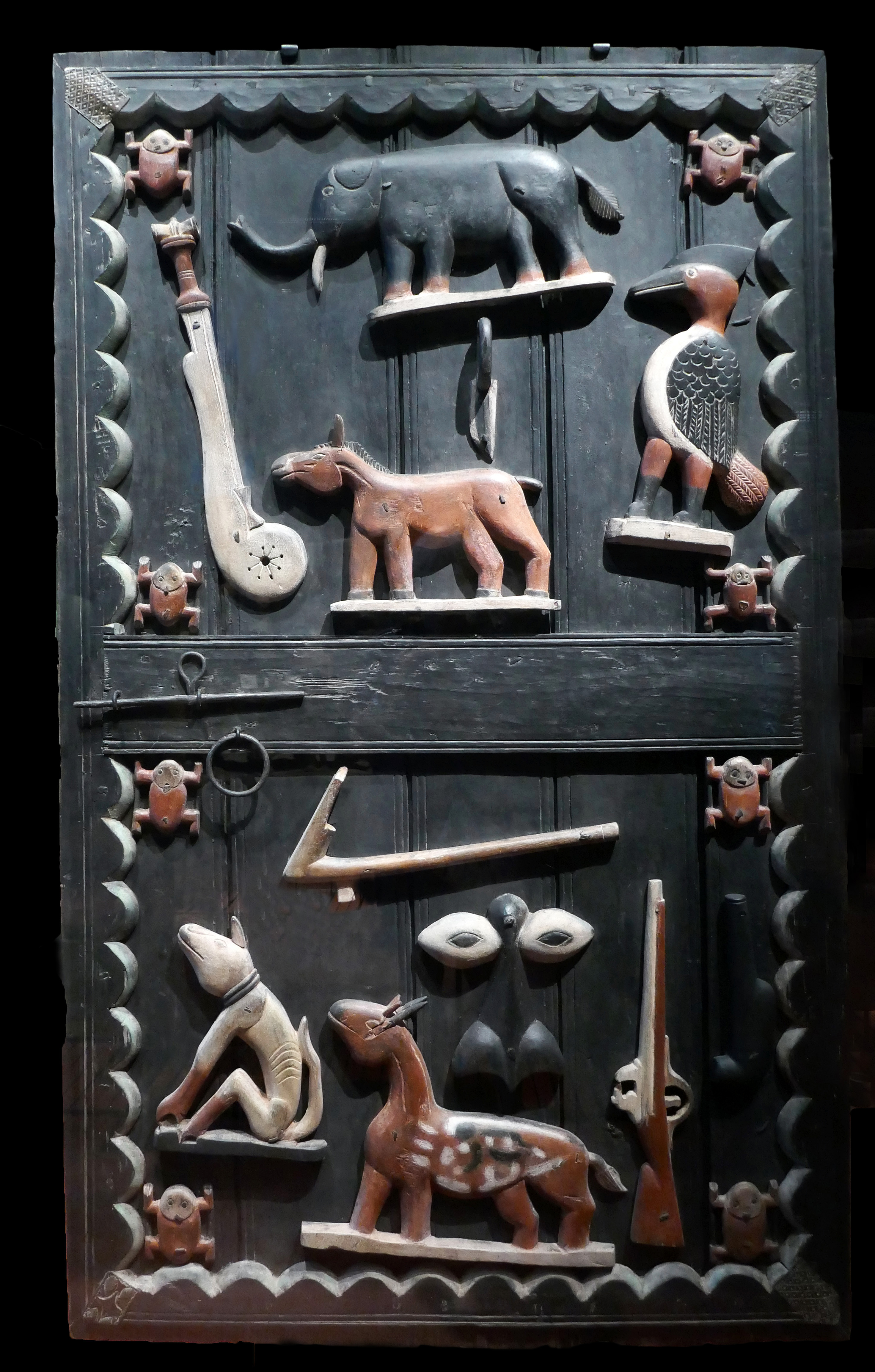
Une des portes du palais royal d'Abomey.
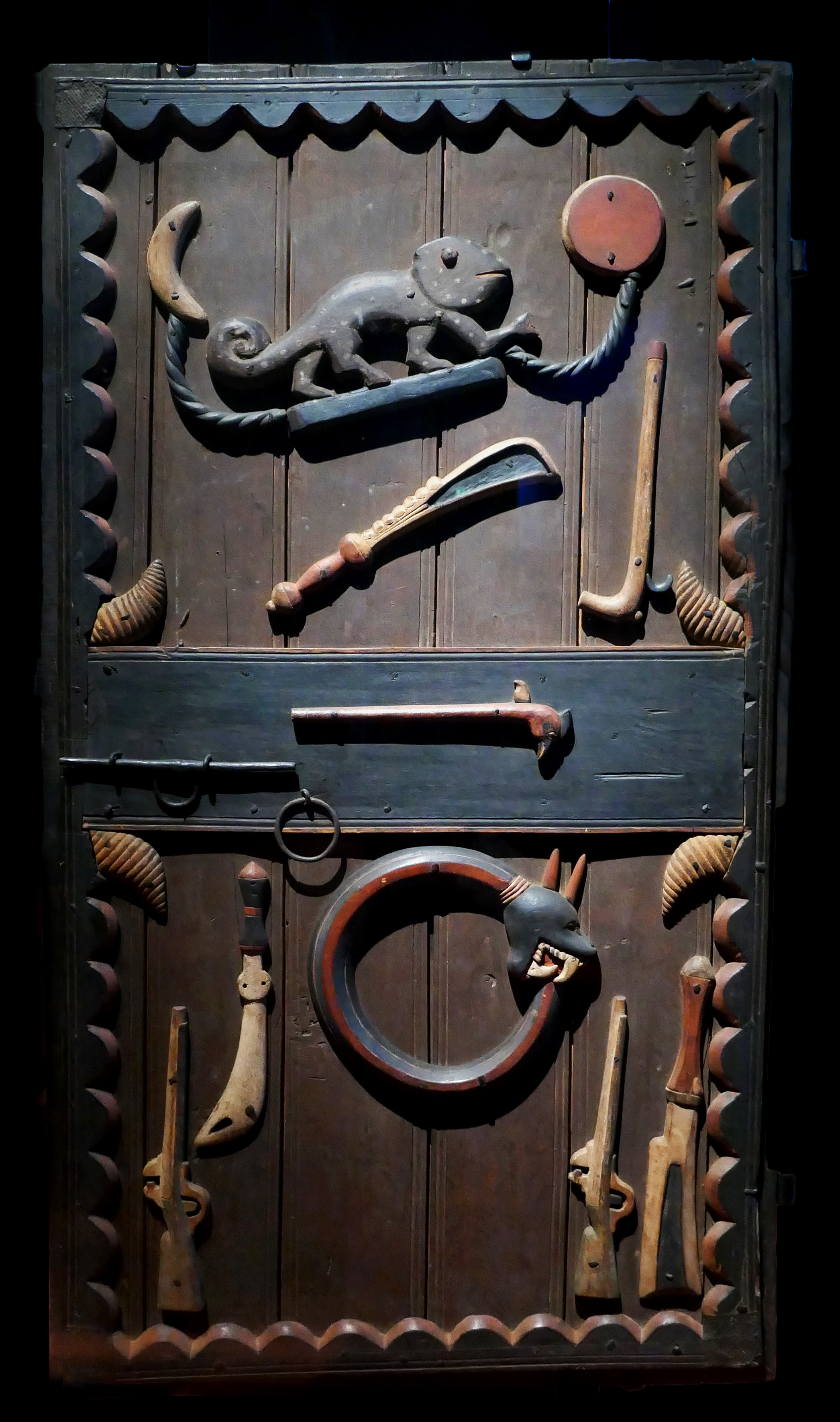
Une des portes du palais royal d'Abomey.
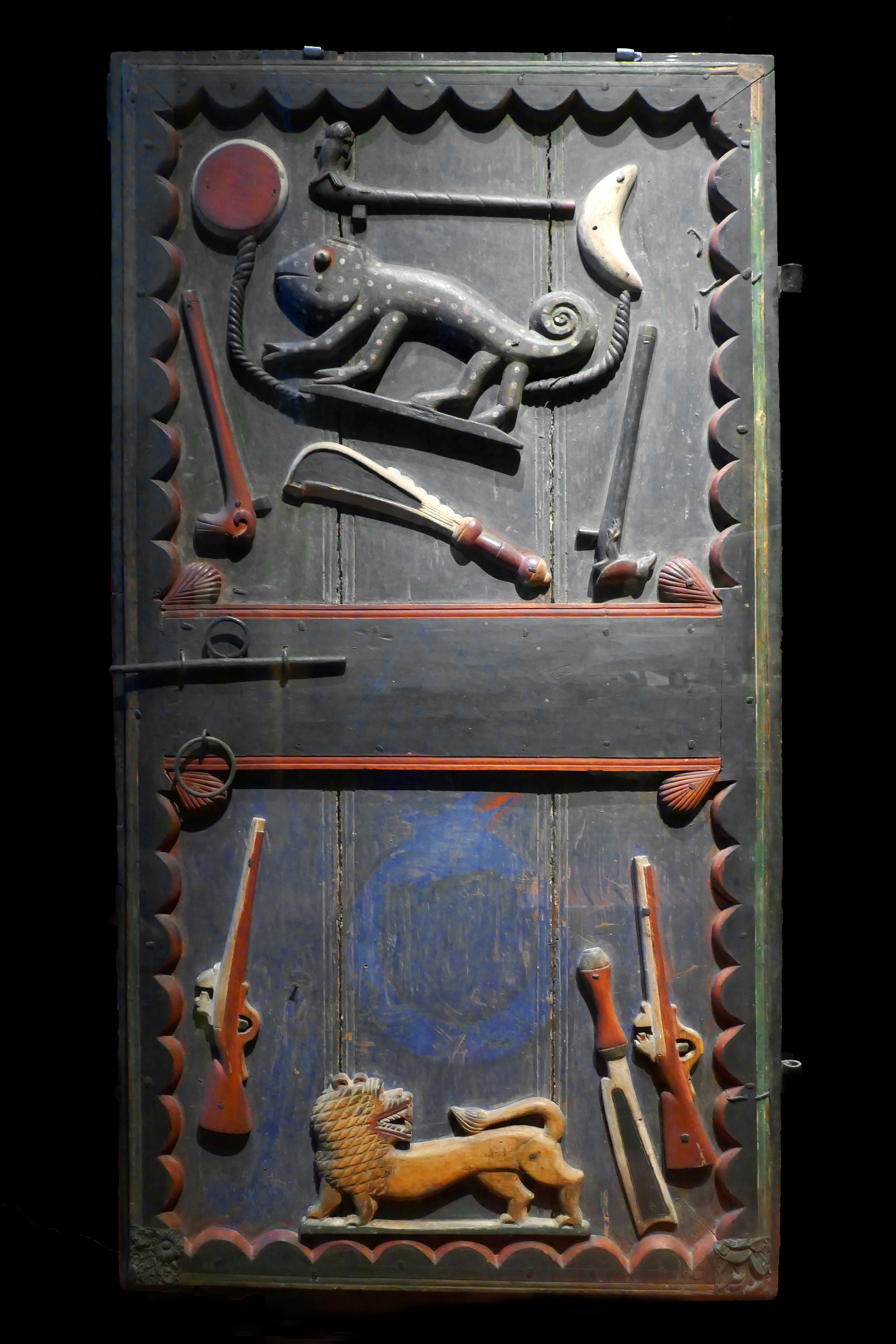
Une des portes du palais royal d'Abomey.
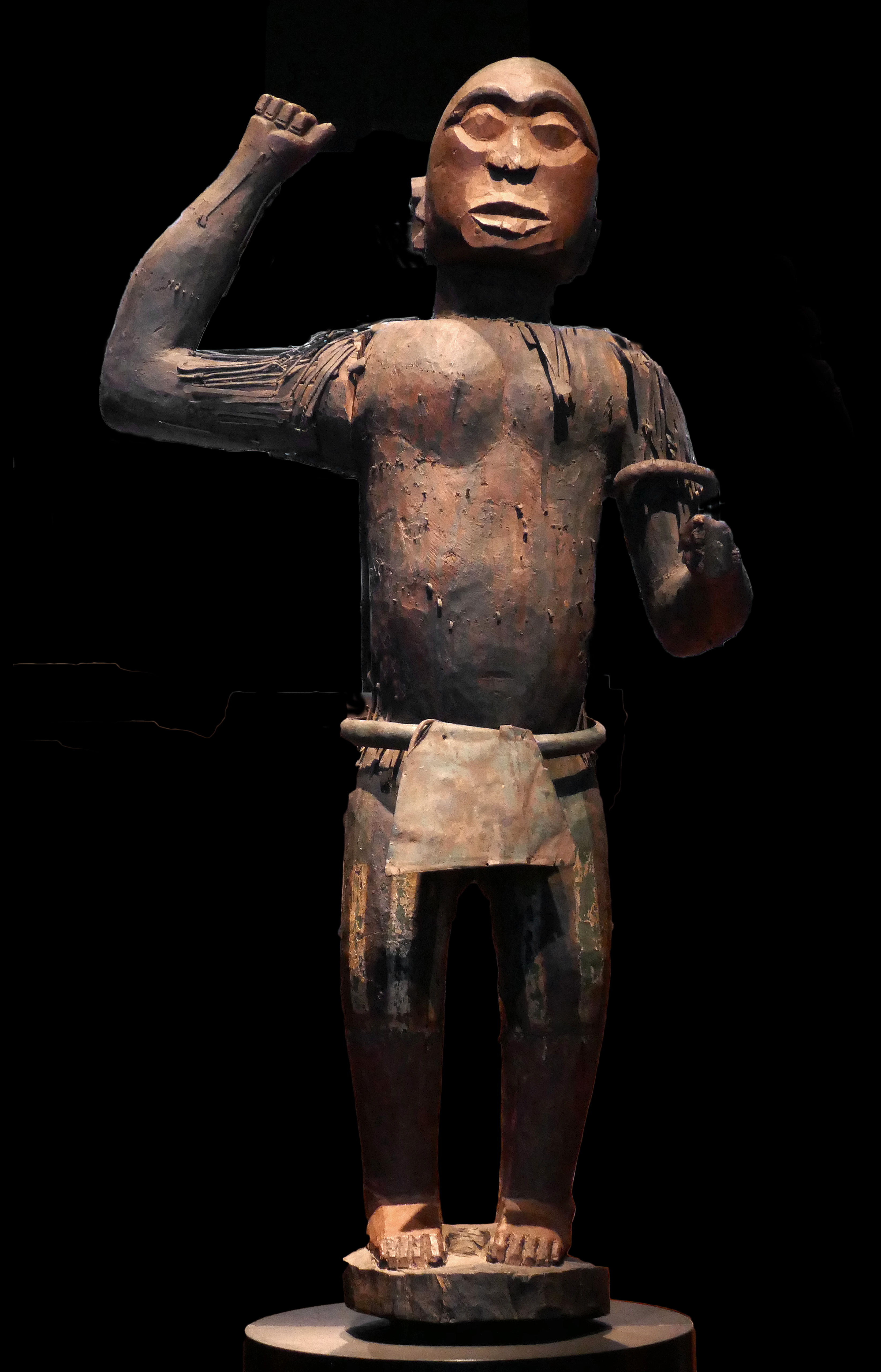
Statue du roi Ghézo.
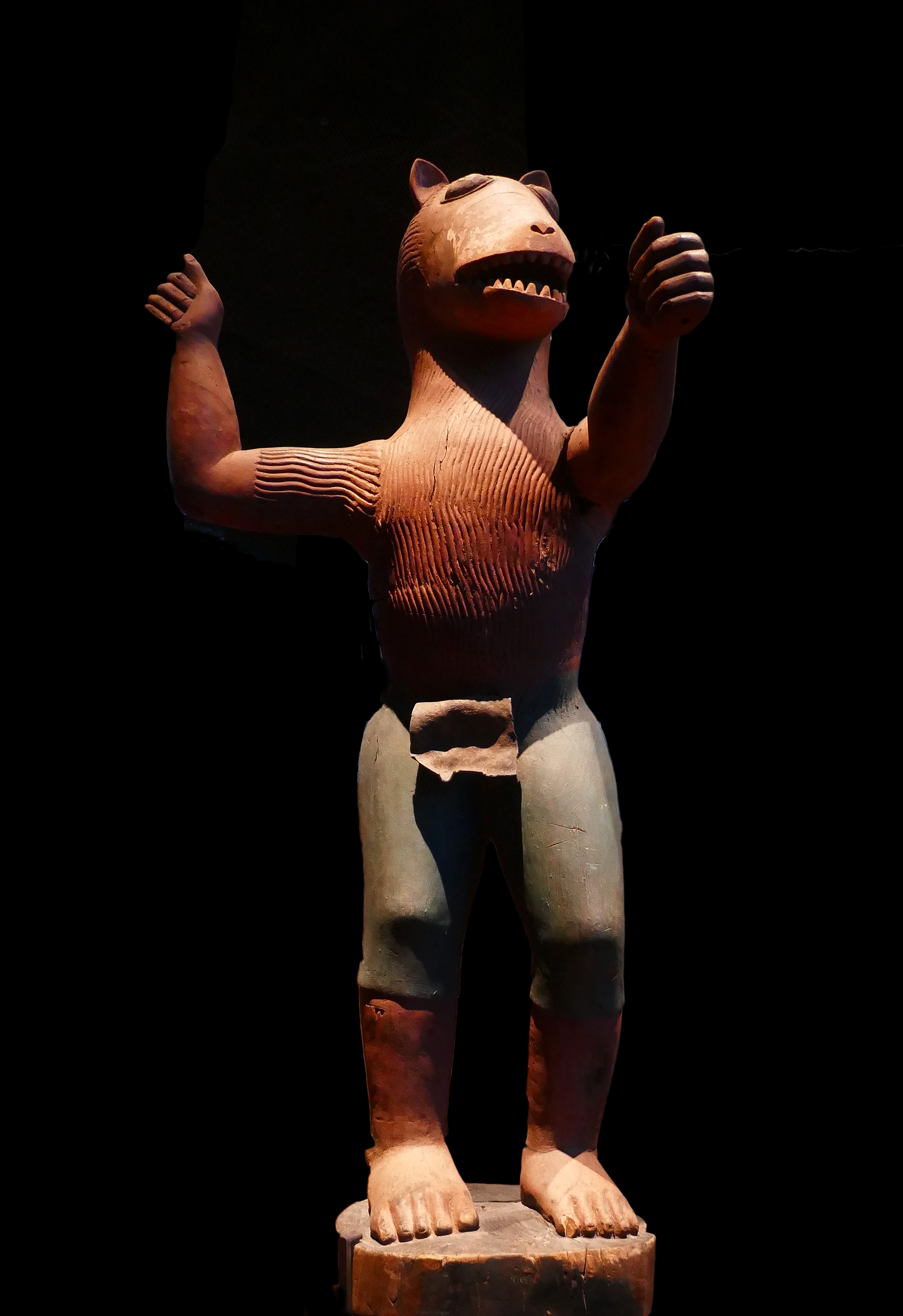
Statue du roi Glélé.
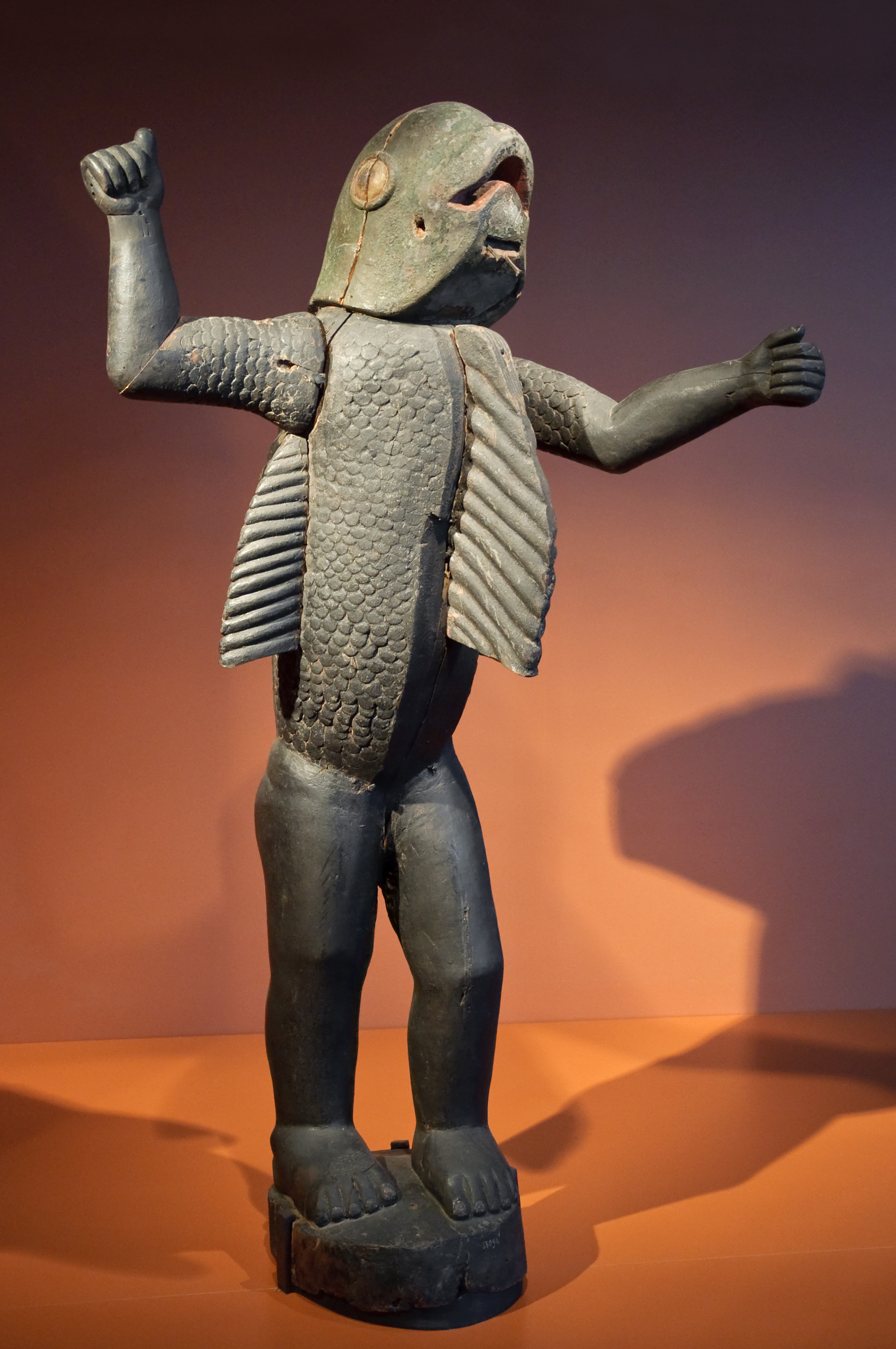
Homme requin de Dahomey.
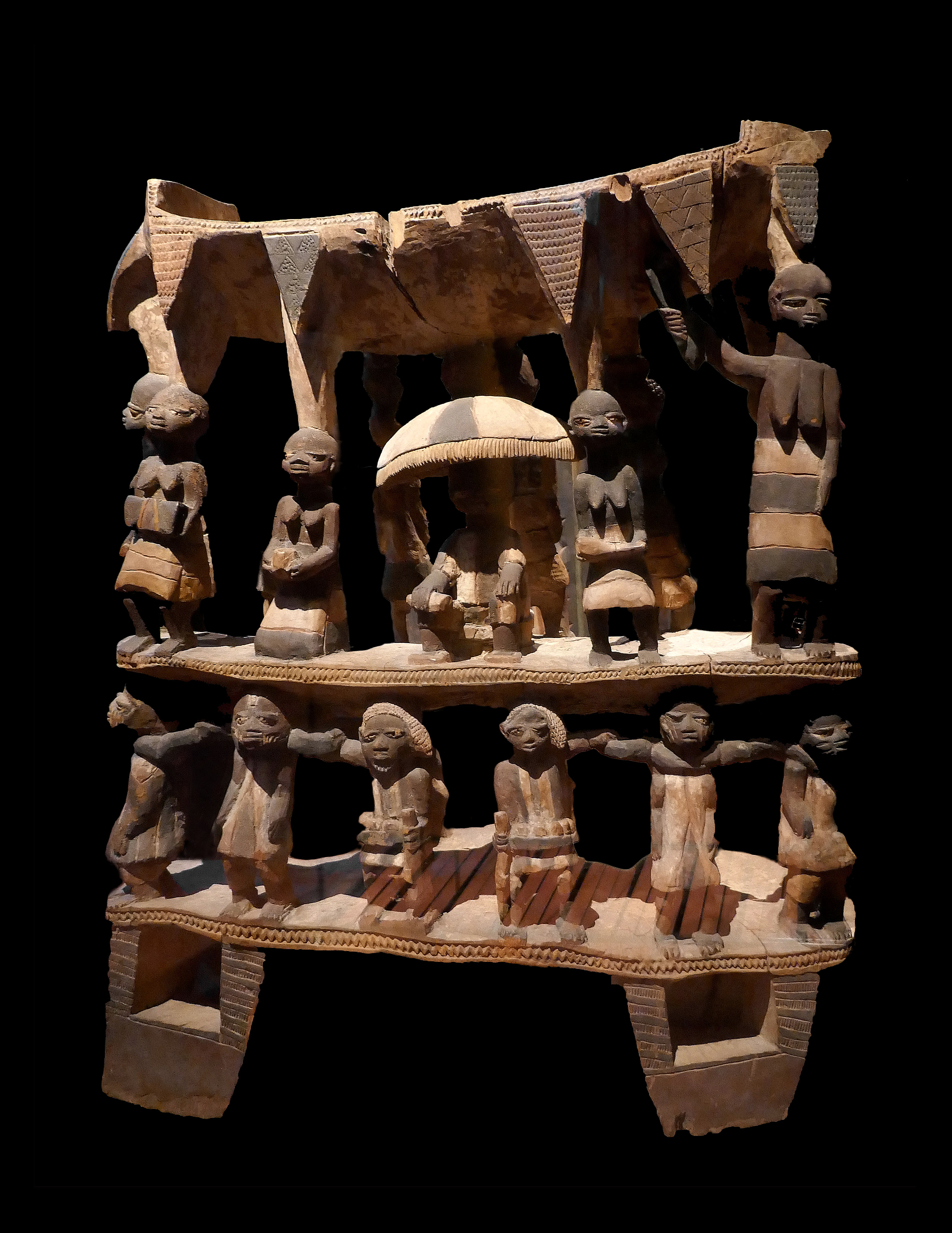
Siège royal de Cana.
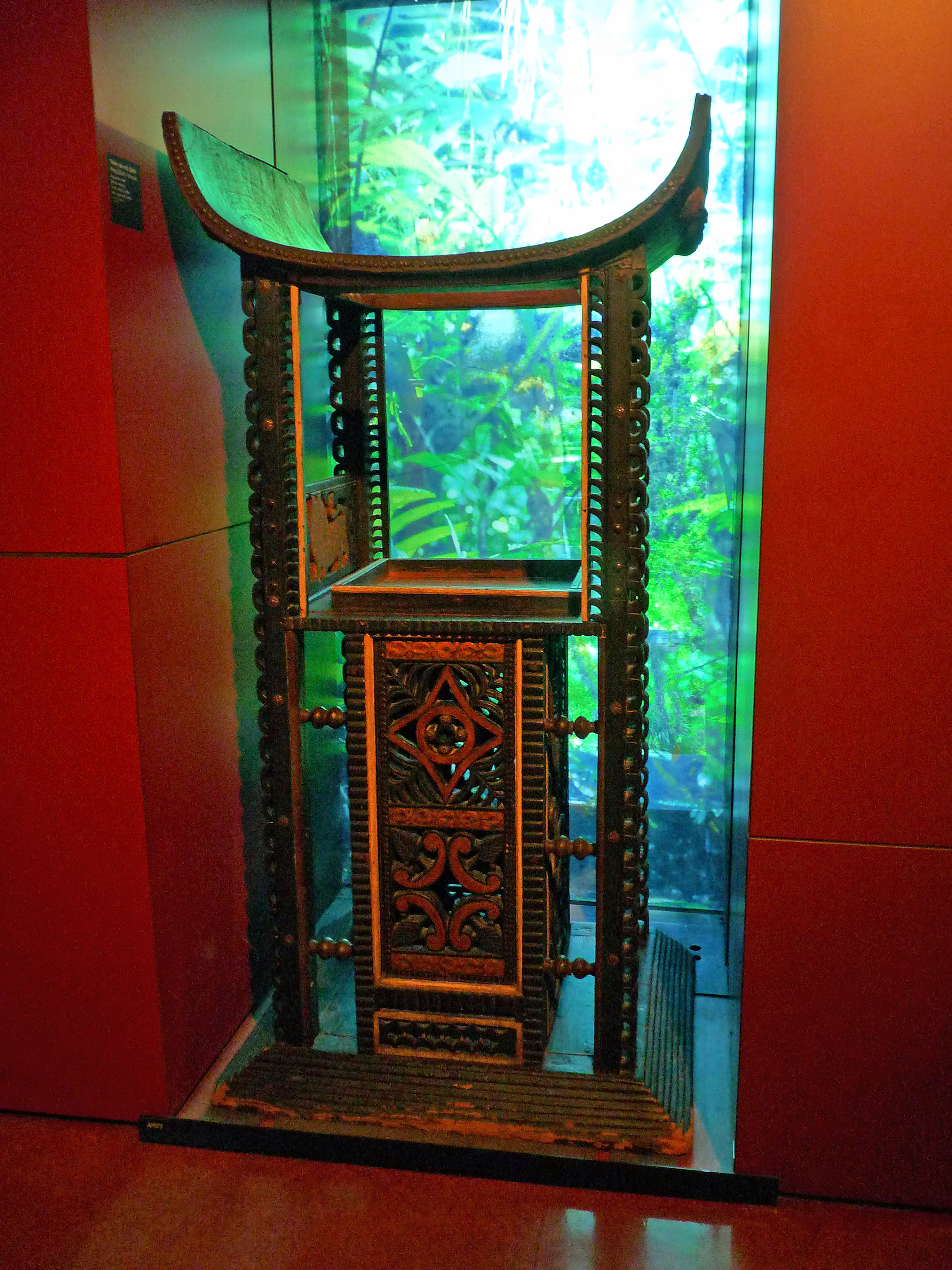
Trône du roi Glélé.
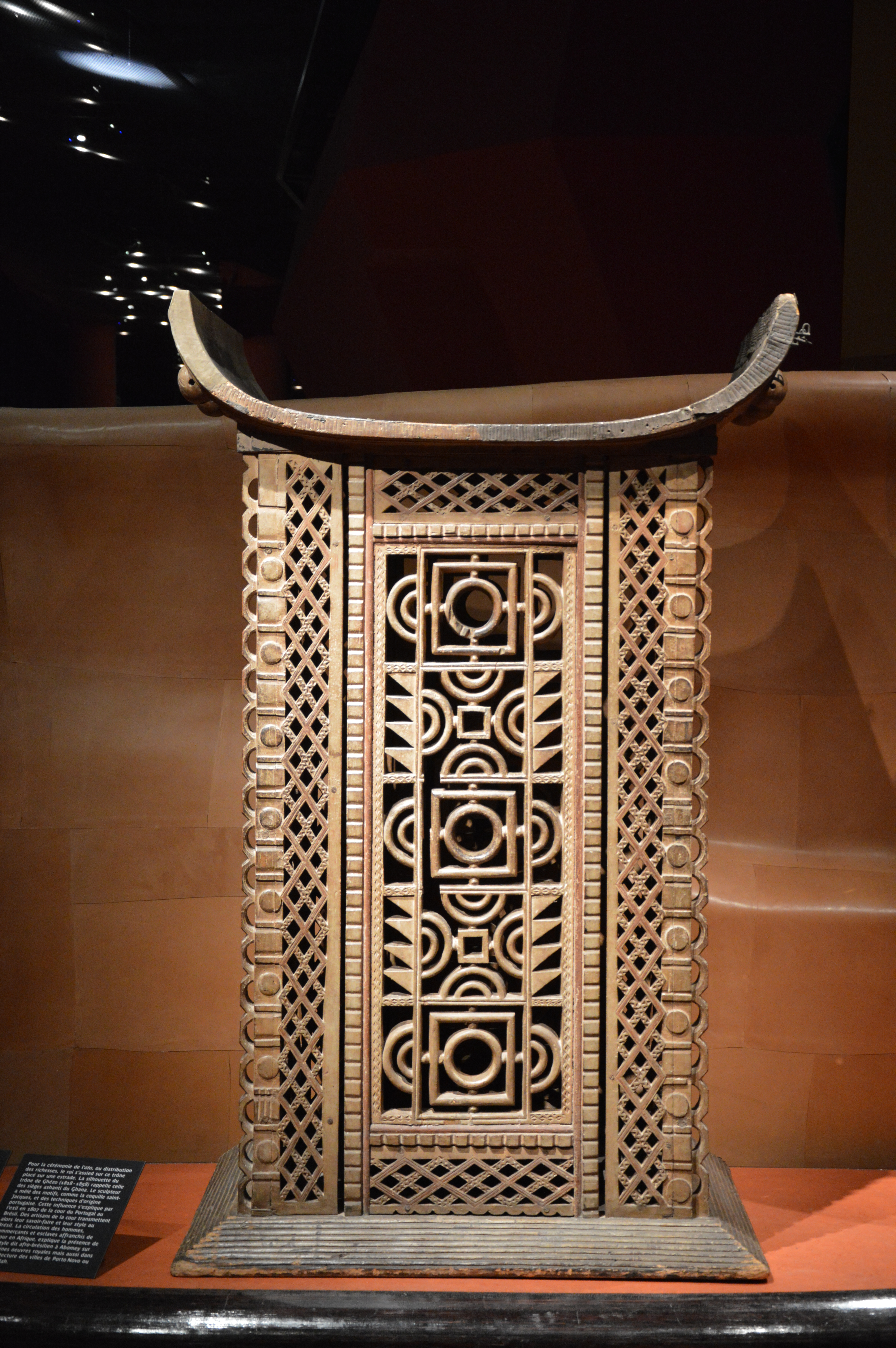
Trône du roi Ghézo.

### Conséquences
La demande de restitution de biens culturels du Bénin par la France a eu des conséquences dans ces deux pays concernés, mais également dans d'autres pays[En quoi ?].

#### Au Bénin
Le Bénin a démarré la construction d'un musée pour accueillir les œuvres lors de leur restitution. Sa réalisation plus longue que prévu a été l'une des causes d'un décalage de la date prévue de restitution,,. Dans le même temps et pour accélérer les restitutions à l'échelle panafricaine, la Communauté économique des États de l'Afrique de l'Ouest élabore un plan d'action régional 2019-2023.
Une fois la restitution effectuée, elle constitue pour le président du Bénin un moment majeur, à la fois pour l'histoire du Bénin et pour ses relations avec la France. Dans son discours réalisé à l'occasion de la cérémonie de restitution, il évoque un retour de « l'identité », de « l'âme » des béninois. Il entend aussi poursuivre ses efforts pour que d'autres objets et œuvres d'art soient restitués.

#### En France
Vingt-six pièces ont été restituées le 10 novembre 2021 au Bénin. Il s'agit des œuvres offertes par Alfred Dodds au musée du Trocadéro : huit objets en 1893 — trois statues mi-homme, mi-animal, quatre portes du palais et un siège royal — et les autres en 1895 — trois récades, six autels portatifs, des calebasses gravées, les trônes des rois Ghézo et Glélé, un repose-pieds, un fuseau, un métier à tisser, une tunique et un pantalon de soldat —.
En octobre 2021, le musée du Quai du Branly a organisé une exposition de ces 26 œuvres des trésors royaux d’Abomey avant leur restitution.
Une cérémonie de restitution s'est tenue le 27 octobre au musée du Quai Branly en présence du président Emmanuel Macron et du ministre des Affaires étrangères béninois Aurélien Agbénonci.

#### Dans les autres pays africains anciennement colonisés
Lors des hommages solennels rendus lors de la cérémonie de restitution, le président du Bénin Patrice Talon s'est exprimé sur son incidence internationale. Il espère que cette première salve de restitution donnera suite à d'autres rétrocessions, non seulement au Bénin mais aussi à d'autres pays africains.

## Initiatives privées de restitution
Le processus de restitution de biens culturels du Bénin par la France ne concerne que des objets faisant partie de collections publiques de l'État français. Il existe aussi un retour de biens culturels béninois depuis des collections privées. C'est le cas notamment des 27 récades ayant rejoint le Petit Musée de la Récade en janvier 2020. Ce « retour au pays natal » est une initiative du galeriste parisien Robert Vallois et du Collectif des antiquaires de Saint-Germain-des-Prés,.